# Triamide N-(n-butyl)thiophosphorique
NBPT
Le triamide N-(n-butyl)thiophosphorique (NBPT, en anglais : N-(n-Butyl)thiophosphoric triamide) est un composé organophosphoré de formule SP(NH2)2(NHC4H9). Il s'agit d'un amide de l'acide thiophosphorique. Solide blanc, le NBPT est un engrais à efficacité améliorée, destiné à limiter la libération de gaz contenant de l'azote après la fertilisation. Structurellement, cette molécule présente un phosphore tétraédrique lié à un atome de soufre et à trois groupes amido.

## Utilisation
Le NBPT fonctionne comme un inhibiteur de l'enzyme uréase. L'uréase, omniprésente dans les micro-organismes du sol, convertit l'urée en ammoniac, qui est susceptible de se volatiliser s'il est produit plus rapidement qu'il ne peut être utilisé par les plantes. Environ 0,5 % en poids de NBPT est mélangé avec l'urée.